# Marion Dapsance
Marion Dapsance est une anthropologue française. Elle a publié plusieurs ouvrages et articles sur le bouddhisme pratiqué en Occident, ainsi que sur le catholicisme.

## Biographie et carrière
Marion Dapsance est née en 1981, dans une famille bourgeoise. Baptisée, elle a soif de Dieu, et à l'âge de vingt ans, elle se tourne vers l'islam, après quoi elle sera attirée par le bouddhisme et le New Age, pour finalement revenir au catholicisme.
Elle vit à Vicence, en Italie, avec son mari et ses deux enfants.

### Carrière
Elle soutient une thèse d'anthropologie en décembre 2013, à l'École pratique des hautes études (EPHE), intitulée « Ceci n’est pas une religion » : l’apprentissage du dharma selon Rigpa (France),.
Elle obtient une bourse postdoctorale de la Robert H. N. Ho Family Foundation in Buddhist Studies et est enseignant-chercheur en contrat postdoctoral à l'université Columbia à New York, de 2015 à 2017.
De 2017 à 2019, elle est chargée de cours à l’université catholique de Paris, Faculté des Sciences économiques et sociales.
À partir de 2020, elle est professeure associée à l'université Unicervantes de Bogota.
En 2022 elle devient professeure à Domuni Universitas.

## Champs d'étude

### Bouddhisme
Marion Dapsance a publié différents ouvrages sur le bouddhisme en Occident et sur la perception, erronée selon elle, que l'on y a de cette religion. Car le bouddhisme en Occident est, selon l'auteur, « un bouddhisme importé d'Amérique, axé sur la méditation comme technique d'épanouissement personnel, ultra-minoritaire parmi les Japonais, mais considéré comme "authentique" par les Occidentaux et leurs admirateurs (...). »

#### Les dévots du bouddhisme
En 2016, dans son ouvrage Les dévots du bouddhisme, reprenant en partie sa thèse, elle s'en prend notamment au lama Sogyal Rinpoché et sa « folle sagesse », qu'elle a suivi pendant deux ans dans les centres du bouddhisme tibétain du réseau Rigpa, en raison des humiliations imposées en public à ses disciples, ainsi que les coups qu'il leur assène. Cet ouvrage, ainsi que des articles de presse qui s'en font le relais, déclenchent des critiques de la part de certaines personnalités bouddhistes. L'ethnologue Philippe Cornu, disciple de Sogyal Rinpoché, écrit en novembre 2016 dans le Monde des religions une tribune dans laquelle selon lui « il ne s’agit pas de défendre Rigpa, organisation bouddhique aux inévitables défauts structurels et humains, ni même Sogyal Rinpoché », mais où il critique « un livre digne de la « presse à scandale » et des articles où l’accumulation d’inexactitudes et d’incompréhensions égrenées au fil des pages ruine, à [s]es yeux, la validité de la démonstration », ainsi que « le discrédit que Madame Dapsance jette sur l’ensemble du bouddhisme tibétain. » Cornu a également écrit un compte rendu très critique de l'ouvrage.
Dapsance répond à certaines critiques qui lui sont adressées dans un article de La Croix, indiquant notamment que son ouvrage n'a pas pour but d'attaquer le bouddhisme, ni même Sogyal Rinpoché, mais de montrer « une facette mal connue du bouddhisme réel et non imaginé, que certains manifestement cherchent absolument à occulter » ; selon Dapsance, ce bouddhisme « mi-occidental mi-tibétain proposé par des « maîtres » comme Sogyal Rinpoché n'a pas grand-chose à voir avec les traditions culturelles himalayennes ». À noter que quelques mois plus tard, en juillet 2017, un scandale éclate à la suite de dénonciations de huit proches disciples de Sogyal Rinpoché à propos d'agressions sexuelles et physiques, et d'abus financiers, ce qui pousse ce dernier à démissionner,.

#### Qu'ont-ils fait du bouddhisme?
En 2018, Marion Dapsance publie Qu'ont-ils fait du bouddhisme ?, ouvrage dans lequel elle critique la forme commerciale que le bouddhisme peut prendre en Occident, avec une approche « développement personnel » éloignée de la doctrine du Bouddha : « Il me semble qu'il y a un malentendu dans la manière dont le bouddhisme est pratiqué en Occident. Ses adeptes recherchent avant tout une forme de bien-être, une manière de lutter contre le stress, plutôt qu'un accomplissement spirituel. On trouve en librairie de nombreux "livres de recettes" pour méditer, qui sont assez éloignés de l'enseignement originel de Bouddha. Par ailleurs, j'observe que nombre de personnes qui critiquent la hiérarchie pesante et la liturgie de l'église catholique sont souvent les premières à être en prosternation devant un lama, comme jamais elles ne l'auraient été devant un curé. »

#### Alexandra David-Néel
En 2019, à l'occasion de la sortie de son livre Alexandra David-Néel, l’invention d’un mythe, elle affirme que cette dernière n'est pas, contrairement à l'image qu'on a ou qu'on donne d'elle, une bouddhiste authentique, « ni une mystique ni une spirituelle » : « bien qu'elle se réclame effectivement du bouddhisme, le sens qu'elle donne à ce mot est très différent de ce qu'en ont pensé les Asiatiques pendant des siècles. Ils sont spiritualistes alors qu'elle est farouchement matérialiste. »

### Catholicisme
Pour Marion Dapsance, la Dévotion au Sacré-Cœur de Jésus a vivifié le catholicisme durant plusieurs siècles, donnant une base solide aux catholiques français face à la déchristianisation entamée ave le Siècle des Lumières et la Révolution française. Cette base a été renforcée par l’érection de la Basilique du Sacré-Cœur de Montmartre débutée en 1875, selon un « vœu national » après la guerre franco-allemande de 1870.
Elle a également raconté son retour au catholicisme dans Je m'appelais Kaoutar. Des fleuves du paradis à la source de vie. À l'époque où elle était attirée par l'islam, elle se faisait en effet appeler Kaoutar  — du nom de la sourate 108 intitulée « al-Kawthar » (l'abondance), qui évoque selon certains commentateurs du Coran un fleuve du paradis. Le sous-titre du livre marque le passage d'un fleuve coranique à la source de vie qu'est le Christ.

## Publications

### Ouvrages
- Les dévots du bouddhisme. Journal d'enquête  (préf. Charles Ramble), Paris, Max Milo, 2016, 283 p. (ISBN 978-2-315-00715-8, présentation en ligne, lire en ligne)[8],[19]
- Qu'ont-ils fait du bouddhisme ?, Paris, Bayard, 2018 (réimpr. Folio-Essais, 2019, 192 p.  (ISBN 978-2-072-79873-3)) (ISBN 978-2-072-79873-3)[20],[21],[10]
- Alexandra David-Néel, l’invention d’un mythe, Paris, Bayard, 2019, 300 p. (ISBN 978-2-227-49649-1)[22]
- Je m'appelais Kaoutar. Des fleuves du paradis à la source de vie, Les unpertinents, 2020, 180 p. (ISBN 979-1-097-17438-5)
- Le Sacré-Coeur et la réinvention du catholicisme, Bayard, 2021, 360 p. (ISBN 978-2-227-49989-8)
- Le bouddhisme des bouddhistes. La véritable religion des Asiatiques, Paris, Cerf, 2024, 185 p. (ISBN 978-2-204-15659-2)

#### En collaboration
- Marion Dapsance et Jérôme Ferrier (préf. Mgr Gérard Defois), La Tradition. Mère de Vatican II, Les unpertinents, 2021, 200 p. (ISBN 979-1-097-17460-6)
- Marion Dapsance et Mehdi Belhaj Kacem, Le mythe transhumaniste. Discussion philosophique sur les tenants et aboutissants de la crise Covid ?, Éditions Tinbad, 2023, 108 p. (ISBN 979-1-096-41557-1)

### Articles
- « Une éthique à géométrie variable. L’étrange silence des bouddhistes français dans le débat sur l’avortement », Revue des Deux Mondes,‎ mai 2017 (lire en ligne)
- « Le bouddhisme à l’occidentale : une sagesse de notre temps ? », Esprit, no 10,‎ octobre 2016 (ISSN 0014-0759 et 2111-4579, DOI 10.3917/espri.1610.0101, lire en ligne)
- « Quand la sagesse devient folle. Le bouddhisme tibétain en Occident entre mystique et mystification », Revue des Deux Mondes,‎ février 2016 (lire en ligne)
- « "S'asseoir avec Sogyal Rinpoché". L'apprentissage de la dévotion dans le bouddhisme moderne », The Polish Journal of the Arts and Culture, vol. New Series 2, no 2,‎ 2015, p. 7-28 (DOI 10.4467/24506249PJ.15.006.4634, lire en ligne)
- « Sur le déni de la religiosité du bouddhisme. Un instrument dans la polémique antichrétienne », Le Débat, vol. 184, no 2,‎ 2015, p. 179-186 (ISSN 0246-2346 et 2111-4587, DOI 10.3917/deba.184.0179, lire en ligne)
- (en) « When Fraud is Part of a Spiritual Path: A Tibetan Lama's Play on Reality and Illusion », dans Amanda Van Eck Duymayer Van Twist (dir.), Minority Religions and Fraud, In Good Faith, Ashgate, 2014 (lire en ligne). Réédition Routledge, 2018 (ISBN 9781138546158)